# Diocesi di Masuccaba
La diocesi di Masuccaba (in latino: Dioecesis Masuccabensis) è una sede soppressa e sede titolare della Chiesa cattolica.

## Storia
Masuccaba, nell'odierna Algeria, è un'antica sede episcopale della provincia romana della Mauritania Cesariense.
Unico vescovo conosciuto di questa diocesi africana è Passinato, il cui nome appare al 42º posto nella lista dei vescovi della Mauritania Cesariense convocati a Cartagine dal re vandalo Unerico nel 484; Passinato era già deceduto in occasione della redazione di questa lista.
Dal 1933 Masuccaba è annoverata tra le sedi vescovili titolari della Chiesa cattolica; dal 1º settembre 2017 il vescovo titolare è Tony Neelankavil, vescovo ausiliare di Trichur.

## Cronotassi

### Vescovi residenti
- Passinato † (menzionato nel 484)

### Vescovi titolari
- Urban John Vehr † (18 febbraio 1967 - 31 dicembre 1970 dimesso)
- René Henry Gracida (6 dicembre 1971 - 1º ottobre 1975 nominato vescovo di Pensacola-Tallahassee)
- Giovanni Bernardo Gremoli, O.F.M.Cap. † (2 ottobre 1975 - 6 luglio 2017 deceduto)
- Tony Neelankavil, dal 1º settembre 2017